# Úszás az 1932. évi nyári olimpiai játékokon
Az 1932. évi nyári olimpiai játékok úszóversenyein tizenegy versenyszámban avattak olimpiai bajnokot. A kiírt versenyszámok az előző, 1928. évi olimpiához képest nem változtak.

## Éremtáblázat
(A táblázatokban a rendező ország csapata és a magyar csapat eltérő háttérszínnel, az egyes számoszlopok legmagasabb értéke, vagy értékei vastagítással kiemelve.)
| Az 1932. évi nyári olimpiai játékok éremtáblázata úszásban | Az 1932. évi nyári olimpiai játékok éremtáblázata úszásban | Az 1932. évi nyári olimpiai játékok éremtáblázata úszásban | Az 1932. évi nyári olimpiai játékok éremtáblázata úszásban | Az 1932. évi nyári olimpiai játékok éremtáblázata úszásban | Olimpia  |
| ---------------------------------------------------------- | ---------------------------------------------------------- | ---------------------------------------------------------- | ---------------------------------------------------------- | ---------------------------------------------------------- | -------- |
|                                                            | Ország                                                     | Arany                                                      | Ezüst                                                      | Bronz                                                      | Összesen |
| 1.                                                         | Japán (JPN)                                                | 5                                                          | 5                                                          | 2                                                          | 12       |
| 2.                                                         | Egyesült Államok (USA)                                     | 5                                                          | 2                                                          | 3                                                          | 10       |
| 3.                                                         | Ausztrália (AUS)                                           | 1                                                          | 1                                                          | 0                                                          | 2        |
|                                                            |                                                            |                                                            |                                                            |                                                            |          |
| 4.                                                         | Hollandia (NED)                                            | 0                                                          | 2                                                          | 0                                                          | 2        |
| 5.                                                         | Franciaország (FRA)                                        | 0                                                          | 1                                                          | 0                                                          | 1        |
|                                                            |                                                            |                                                            |                                                            |                                                            |          |
| 6.                                                         | Nagy-Britannia (GBR)                                       | 0                                                          | 0                                                          | 2                                                          | 2        |
| 7.                                                         | Dánia (DEN)                                                | 0                                                          | 0                                                          | 1                                                          | 1        |
| 7.                                                         | Dél-afrikai Unió (RSA)                                     | 0                                                          | 0                                                          | 1                                                          | 1        |
| 7.                                                         | Fülöp-szigetek (PHI)                                       | 0                                                          | 0                                                          | 1                                                          | 1        |
| 7.                                                         | Magyarország (HUN)                                         | 0                                                          | 0                                                          | 1                                                          | 1        |
|                                                            |                                                            |                                                            |                                                            |                                                            |          |
| Összesen                                                   | Összesen                                                   | 11                                                         | 11                                                         | 11                                                         | 33       |

## Férfi
Férfi úszásban hat – öt egyéni és egy váltó – versenyszámot írtak ki.

### Éremtáblázat
| Az 1932. évi nyári olimpiai játékok éremtáblázata férfi úszásban | Az 1932. évi nyári olimpiai játékok éremtáblázata férfi úszásban | Az 1932. évi nyári olimpiai játékok éremtáblázata férfi úszásban | Az 1932. évi nyári olimpiai játékok éremtáblázata férfi úszásban | Az 1932. évi nyári olimpiai játékok éremtáblázata férfi úszásban | Olimpia  |
| ---------------------------------------------------------------- | ---------------------------------------------------------------- | ---------------------------------------------------------------- | ---------------------------------------------------------------- | ---------------------------------------------------------------- | -------- |
|                                                                  | Ország                                                           | Arany                                                            | Ezüst                                                            | Bronz                                                            | Összesen |
| 1.                                                               | Japán (JPN)                                                      | 5                                                                | 4                                                                | 2                                                                | 11       |
| 2.                                                               | Egyesült Államok (USA)                                           | 1                                                                | 1                                                                | 2                                                                | 4        |
| 3.                                                               | Franciaország (FRA)                                              | 0                                                                | 1                                                                | 0                                                                | 1        |
| 4.                                                               | Fülöp-szigetek (PHI)                                             | 0                                                                | 0                                                                | 1                                                                | 1        |
| 4.                                                               | Magyarország (HUN)                                               | 0                                                                | 0                                                                | 1                                                                | 1        |
|                                                                  |                                                                  |                                                                  |                                                                  |                                                                  |          |
| Összesen                                                         | Összesen                                                         | 6                                                                | 6                                                                | 6                                                                | 18       |

### Érmesek
- OR – olimpiai rekord

| Az 1932. évi nyári olimpiai játékok érmesei férfi úszásban |                                                                                          |         |                                                                                         |         |                                                                                      |         |
| Versenyszám                                                | Arany                                                                                    | Arany   | Ezüst                                                                                   | Ezüst   | Bronz                                                                                | Bronz   |
| 100 m gyors                                                | Mijazaki Jaszudzsi · Japán (JPN)                                                         | 58,2    | Kavaisi Tacugo · Japán (JPN)                                                            | 58,6    | Albert Schwartz · Egyesült Államok (USA)                                             | 58,8    |
| 400 m gyors                                                | Buster Crabbe · Egyesült Államok (USA)                                                   | 4:48,4  | Jean Taris · Franciaország (FRA)                                                        | 4:48,5  | Ójokota Cutomu · Japán (JPN)                                                         | 4:52,3  |
| 1500 m gyors                                               | Kitamura Kuszuo · Japán (JPN)                                                            | 19:12,4 | Makino Sózó · Japán (JPN)                                                               | 19:14,1 | Jim Cristy · Egyesült Államok (USA)                                                  | 19:39,5 |
| 100 m hát                                                  | Kijokava Maszadzsi · Japán (JPN)                                                         | 1:08,6  | Irie Tosio · Japán (JPN)                                                                | 1:09,8  | Kavacu Kentaró · Japán (JPN)                                                         | 1:10,0  |
| 200 m mell                                                 | Curuta Josijuki · Japán (JPN)                                                            | 2:45,4  | Koike Reizó · Japán (JPN)                                                               | 2:46,6  | Teofilo Yldefonso · Fülöp-szigetek (PHI)                                             | 2:47,1  |
| 4 × 200 m gyorsváltó                                       | Japán (JPN) · Mijazaki Jaszudzsi · Jusza Maszanori · Jokojama Takasi · Tojoda Hiszakicsi | 8:58,4  | Egyesült Államok (USA) · Frank Booth · George Fissler · Maiola Kalili · Manuella Kalili | 9:10,5  | Magyarország (HUN) · Wanié András · Szabados László · Székely András · Bárány István | 9:31,4  |

## Női
Női úszásban öt – négy egyéni és egy váltó – versenyszámot írtak ki.

### Éremtáblázat
| Az 1932. évi nyári olimpiai játékok éremtáblázata női úszásban | Az 1932. évi nyári olimpiai játékok éremtáblázata női úszásban | Az 1932. évi nyári olimpiai játékok éremtáblázata női úszásban | Az 1932. évi nyári olimpiai játékok éremtáblázata női úszásban | Az 1932. évi nyári olimpiai játékok éremtáblázata női úszásban | Olimpia  |
| -------------------------------------------------------------- | -------------------------------------------------------------- | -------------------------------------------------------------- | -------------------------------------------------------------- | -------------------------------------------------------------- | -------- |
|                                                                | Ország                                                         | Arany                                                          | Ezüst                                                          | Bronz                                                          | Összesen |
| 1.                                                             | Egyesült Államok (USA)                                         | 4                                                              | 1                                                              | 1                                                              | 6        |
| 2.                                                             | Ausztrália (AUS)                                               | 1                                                              | 1                                                              | 0                                                              | 2        |
| 3.                                                             | Hollandia (NED)                                                | 0                                                              | 2                                                              | 0                                                              | 2        |
| 4.                                                             | Japán (JPN)                                                    | 0                                                              | 1                                                              | 0                                                              | 1        |
| 5.                                                             | Nagy-Britannia (GBR)                                           | 0                                                              | 0                                                              | 2                                                              | 2        |
| 6.                                                             | Dánia (DEN)                                                    | 0                                                              | 0                                                              | 1                                                              | 1        |
| 6.                                                             | Dél-afrikai Unió (RSA)                                         | 0                                                              | 0                                                              | 1                                                              | 1        |
|                                                                |                                                                |                                                                |                                                                |                                                                |          |
| Összesen                                                       | Összesen                                                       | 5                                                              | 5                                                              | 5                                                              | 15       |

### Érmesek
| Az 1932. évi nyári olimpiai játékok érmesei női úszásban |                                                                                                  |           |                                                                                   |        | |        |
| Versenyszám                                              | Arany                                                                                            | Arany     | Ezüst                                                                             | Ezüst  | Bronz                                                                                                | Bronz  |
| 100 m gyors                                              | Helene Madison · Egyesült Államok (USA)                                                          | 1:06,8    | Willy den Ouden · Hollandia (NED)                                                 | 1:07,8 | Eleanor Saville · Egyesült Államok (USA)                                                             | 1:08,2 |
| 400 m gyors                                              | Helene Madison · Egyesült Államok (USA)                                                          | 5:28,5    | Lenore Kight · Egyesült Államok (USA)                                             | 5:28,6 | Jenny Maakal · Dél-afrikai Unió (RSA)                                                                | 5:47,3 |
| 100 m hát                                                | Eleanor Holm · Egyesült Államok (USA)                                                            | 1:19,4    | Bonnie Mealing · Ausztrália (AUS)                                                 | 1:21,3 | Valerie Davies · Nagy-Britannia (GBR)                                                                | 1:22,5 |
| 200 m mell                                               | Clare Dennis · Ausztrália (AUS)                                                                  | 3:06,3 OR | Maehata Hideko · Japán (JPN)                                                      | 3:06,4 | Ella Jacobsen · Dánia (DEN)                                                                          | 3:07,1 |
| 4×100 m váltó                                            | Egyesült Államok (USA) · Helen Eileen Johns · Eleanor Saville · Josephine McKim · Helene Madison | 4:38,0    | Hollandia (NED) · Willy den Ouden · Puck Oversloot · Corrie Laddé · Marie Vierdag | 4:47,5 | Nagy-Britannia (GBR) · Joyce Cooper · Valerie Davies · Edna Tildesley Hughes · Helen Gradwell Varcoe | 4:52,4 |

## Magyar részvétel
Az olimpián öt férfi úszó képviselte Magyarországot, akik összesen egy harmadik helyezést értek el, amivel négy olimpiai pontot szereztek. Ez négy ponttal kevesebb. mint az előző, 1928. évi olimpián elért eredmény.
A magyar úszók a következő versenyszámokban indultak (zárójelben az elért helyezés, illetve időeredmény):
| Magyar részvétel az 1932. évi nyári olimpiai játékok úszóversenyein |                                                                          |
| versenyszám                                                         | férfi úszás                                                              |
| 100 m gyors                                                         | Bárány István (59,4) Székely András (1:01,4) Wannie András (1:01,5)      |
| 400 m gyors                                                         | Kánásy Gyula (5:40,8)                                                    |
| 4×200 m váltó                                                       | (3. – 9:31,4) Bárány István Szabados László Székely András Wannie András |